# Siculaphis vittoriensis
Siculaphis vittoriensis är en insektsart som beskrevs av Quednau och Barbagallo 1991. Siculaphis vittoriensis ingår i släktet Siculaphis och familjen långrörsbladlöss. Inga underarter finns listade i Catalogue of Life.